# Или, Майкл
Ма́йкл Дэ́вид Бра́ун (англ. Michael David Brown), более известный как Ма́йкл И́ли (англ. Michael Ealy; род. 3 августа 1973, Силвер-Спринг, Мэриленд, США) — американский актёр, известный по фильмам «Семь жизней», «Песни о любви» и «Другой мир: Пробуждение», а также по телесериалу «Почти человек».

## Биография
Или родился в Силвер-Спринг, штат Мэриленд. Довольно долгое время он даже и не помышлял о карьере актёра, в школе его больше интересовал спорт — он играл в футбол и баскетбол за школьную команду. Первый раз он усомнился в правильности выбранного пути, посмотрев на игру Дензела Вашингтона в картине Спайка Ли «Блюз о лучшей жизни». Именно тогда Или задумался о смене пути, но на том этапе жизни он не смог набраться смелости, чтобы выступать в школьных постановках.
Окончив школу, Майкл поступил в Мэрилендский университет в Колледж-Парке. Основной его специальностью был английский язык. Он также продолжал искать пути к становлению в актёрском мире. Получив степень, он отправился на север — в Нью-Йорк, где обзавелся жильём и всерьёз занялся актёрской деятельностью. Или активно посещал курсы и актёрские мастерские, практически пять лет он посещал все крупные прослушивания.

## Карьера
В 1999 году Или (тогда ещё известный, как Майкл Д. Браун) наконец нашёл место во внебродвейской постановке Whoa-Jack!. Ему довелось сыграть афроамериканского солдата с алабамской военной базы, воюющего с расовой неприязнью сослуживцев и белым майором, ухлёстывающим за его подружкой.
На следующий год Или вновь попал на сцену, на сей раз его персонаж был баскетбольной звездой из вымышленной команды в постановке «Джо Бесстрашный». Пьеса была примечательна тем, что в ней было две концовки — исход зависел от того, удавался ли Майклу сложный бросок мяча или нет.
В 2001 году актёру удалось пробиться и в кино. Он дебютировал в эпизодической роли невезучего ухажёра в романтической комедии «Целуя Джессику Стейн». Следующая роль, наконец, принесла ему долгожданное признание. Рикки Нэш из комедии «Парикмахерская» буквально завоевал сердца зрителей. Майкл повторил удачную роль в 2003 году, в сиквеле комедии — картине «Парикмахерская 2: Снова в деле». Параллельно с этим Или успел исполнить роли второго плана в комедийном боевике «Плохая компания» и боевике «Двойной форсаж». Также ему довелось сыграть в двухэпизодном блоке популярного телесериале «Скорая помощь».
В следующем своём проекте Или поработал с лауреатом премии «Оскар», Хэлли Берри, (и успел поухаживать за ней за пределами съёмочной площадки) в картине Oprah Winfrey Presents: Their Eyes Were Watching God — адаптации произведения Зоры Хёрстон о независимой темнокожей женщине, противостоящей местной белой общине во Флориде 20-х годов.
Тем не менее, следующая роль Или была более удачной — секретный агент ФБР и убеждённый мусульманин Дарвин Аль Саид в террористическом сериале «Спящая ячейка». Или достался достаточно сложный и многогранный персонаж, но ему удалось показать его внутренние противоречия и колебания между поддержкой мусульманской веры и притворными попытками предать весь мир пламени святого джихада. Сериал многие критиковали, особенно за явную гуманизацию террористов. Даже мусульмане нашли, к чему придраться — персонаж Майкла активно практиковал добрачный секс, что не лезло ни в какие ворота с точки зрения восточной религии. Со времён «Спящей ячейки» карьера Или явно пошла в гору.
В 2009 году снялся в клипе Бейонсе — «Halo».

## Личная жизнь
В октябре 2012 года Или женился на Хатире Рафиджаде, церемония бракосочетания прошла в Лос-Анджелесе. Пара имеет двух детей: сын Элайджа (англ. Elijah), родился в феврале 2014 года, и дочь Монро (англ. Monroe), родилась 28 октября 2016.

## Фильмография
| Год       |    | Русское название                       | Оригинальное название                                                | Роль                        |
| --------- | -- | -------------------------------------- | -------------------------------------------------------------------- | --------------------------- |
| 2000      | тф | Метрополис                             | Metropolis                                                           | Келвин Макдэйд              |
| 2000      | с  | Закон и порядок                        | Law & Order                                                          | рядовой Нельсон             |
| 2000      | с  | Мэдиган                                | Madigan Men                                                          | бегун                       |
| 2001      | с  | Пища для души                          | Soul Food                                                            | Стив                        |
| 2001      | ф  | Целуя Джессику Стейн                   | Kissing Jessica Stein                                                | Грег                        |
| 2002      | ф  | Плохая компания                        | Bad Company                                                          | Джи-Мо                      |
| 2002      | ф  | Парикмахерская                         | Barbershop                                                           | Рикки Нэш                   |
| 2002—2003 | с  | Скорая помощь                          | ER                                                                   | Райан Кендрик / Рик Кендрик |
| 2003      | ф  | Справедливость                         | Justice                                                              | Вуди                        |
| 2003      | ф  | Двойной форсаж                         | 2 Fast 2 Furious                                                     | Слэп Джек                   |
| 2004      | ф  | Ноябрь                                 | November                                                             | Джесси                      |
| 2004      | ф  | Не умирай в одиночку                   | Never Die Alone                                                      | Майк                        |
| 2004      | ф  | Парикмахерская 2: Снова в деле         | Barbershop 2: Back in Business                                       | Рики                        |
| 2005      | тф | Их глаза видели Бога                   | Their Eyes Were Watching God                                         | Ти Кейк                     |
| 2005      | ф  |                                        | Jellysmoke                                                           | Джейкоб                     |
| 2005—2006 | с  | Узнай врага                            | Sleeper Cell                                                         | Дарвин Аль-Саид             |
| 2007      | тф | Подозреваемый                          | Suspect                                                              | детектив Маркус Тиллман     |
| 2008      | ф  | Чудо святой Анны                       | Miracle at St. Anna                                                  | сержант Бишоп Каммингс      |
| 2008      | ф  | Семь жизней                            | Seven Pounds                                                         | Бен Томас                   |
| 2009      | с  | Сестра Готорн                          | Hawthorne                                                            | доктор Филлипс              |
| 2009—2010 | с  | Вспомни, что будет                     | FlashForward                                                         | Маршалл Вогел               |
| 2010      | ф  | Мальчики-налётчики                     | Takers                                                               | Джейк Аттика                |
| 2010      | ф  | Песни о любви                          | For Colored Girls                                                    | Бо Вилли                    |
| 2010—2011 | с  | Хорошая жена                           | The Good Wife                                                        | Деррик Бонд                 |
| 2011      | с  | Californication                        | Californication                                                      | Бен                         |
| 2011      | ф  | Маргарет                               | Margaret                                                             | Дэйв, юрист                 |
| 2012      | ф  | Другой мир: Пробуждение                | Underworld: Awakening                                                | детектив Себастьян          |
| 2012      | ф  | Думай как мужчина                      | Think Like a Man                                                     | Доминик                     |
| 2012      | с  | Общее дело                             | Common Law                                                           | Трэвис Маркс                |
| 2012      | ф  | Безусловный                            | Unconditional                                                        | Джо Брэдфорд                |
| 2013—2014 | с  | Почти человек                          | Almost Human                                                         | Дориан                      |
| 2014      | ф  | Что случилось прошлой ночью            | About Last Night                                                     | Дэнни                       |
| 2014      | ф  | Думай как мужчина 2                    | Think Like a Man Too                                                 | Доминик                     |
| 2015      | с  | Последователи                          | The Following                                                        | Тео                         |
| 2015      | ф  | Идеальный парень                       | The Perfect Guy                                                      | Картер                      |
| 2016      | с  | Секреты и ложь                         | Secrets & Lies                                                       | Эрик Уорнер                 |
| 2019      | ф  | Лестница Иакова                        | Jacob's Ladder                                                       | Джейкоб Сингер              |
| 2020      | ф  | Опасный соблазн                        | Fatale                                                               | Деррик Тайлер               |
| 2020      | с  | Мир Дикого запада                      | Westworld                                                            | Джейк                       |
| 2022      | с  | Женщина в доме напротив девушки в окне | The Woman in the House Across the Street from the Girl in the Window | Дуглас                      |